# 古月敬之
古月 敬之（ふるづき たかゆき、英語: Jinglu HU）は、日本の情報工学者。早稲田大学理工学術院大学院情報生産システム研究科教授。

## 人物・経歴
1983年中山大学情報工学院電子工学科卒業。1985年中山大学大学院情報工学研究科電子工学専攻修士課程修了、中山大学情報工学院助手。1988年同講師。
1993年に来日し、のちに日本国籍を取得した。
1997年九州工業大学大学院情報学研究科博士後期課程修了、博士（情報工学）、九州大学大学院システム情報科学研究院助手。
2003年早稲田大学大学院情報生産システム研究科助教授。2008年同教授。2017年湖北経済学院通信工程学院特聘教授。

## 受賞
- 国家教育委員会科技成果二等賞 1986[5]
- 広東省高教科技進歩二等賞 1989[5]
- 広東省高教科技進歩二等賞 1991[5]
- 電気学会優秀論文賞 2001[5]
- ISCIIA2008 Excellent Paper Award 2008[5]